# Domarin
 Domarin  es una población y comuna francesa en la región de Ródano-Alpes, departamento de Isère, en el distrito de La Tour-du-Pin y cantón de Bourgoin-Jallieu.

## Demografía
| 553 | 610 | 846 | 1253 | 1382 | 1428 | 1414 | 1431 |
| Para los censos de 1962 a 1999 la población legal corresponde a la población sin duplicidades (Fuente: INSEE [Consultar]) |     |     |      |      |      |      |      |